# 오보크주

오보크주의 위치

오보크주(Obock)는 지부티 북부에 위치한 주로 주도는 오보크이며 면적은 4,700km2, 인구는 42,277명(2015년 기준), 인구 밀도는 9명/km2이다. 북쪽으로는 에리트레아와 국경을 접하며 남서쪽으로는 타주라주, 동쪽으로는 홍해, 아덴만과 접한다.